# Козак Сергій Якович
Сергі́й Я́кович Козак — старший сержант 95-ї бригади Збройних сил України, учасник російсько-української війни.

## Життєпис
Старшина запасу повітряно-десантних військ 39 штурмової бригади, служив в місті Хирів. Дружина Наталія — лікар-стоматолог, сім'я виховує дочку та сина, дочка народилася 23 березня 2014-го. 25 березня 2014 року добровольцем записався до Збройних сил України. 13 червня того ж року приїхав у короткотермінову відпустку.
22 червня біля села Долина в Донецькій по дорозі зі Слов'янська пізно увечері бійці потрапили в засідку, Козак їхав в головному БТР — був старшим провідним колони, засідка була влаштована так, що бронетранспортер мав впасти з обриву. Снаряд, випущений приблизно з 30 метрів, пропалив броню, пробив ногу Козаку та відірвав ногу водієві Юрію Весельському, пробивши машину наскрізь. Бійці відкрили вогонь у відповідь, сержант майже не відчував поранення. Коли звівся та нагнувся за другим барабаном набоїв в БТР, відчув, що лівої ноги немає — вона була відірвана і висіла на клаптику шкіри. Козак підвівся на правій нозі, та продовжив обстріл, вояки зайняли оборону зовні. Після відбиття атаки відвезений до шпиталю в місто Ізюм.
Козаку необхідно провести операцію з відновлення ноги — частину кістки врятувати не вдалося, є потреба поставити спеціальний імплант.
Станом на січень 2016 року після відновлення по надскладній операції з пришиття ноги за власним наполяганням — знову в лавах ЗСУ — у складі 2-го батальйону 95-ї аеромобільної бригади..

## Нагороди
2 серпня 2014 року — за особисту мужність і героїзм, виявлені у захисті державного суверенітету та територіальної цілісності України, вірність військовій присязі під час російсько-української війни, відзначений — нагороджений орденом «За мужність» III ступеня.
Народний Герой України, також відзначений Начальником Генерального штабу України медаллю «За Взірцеву службу» третього ступеня, та міністром оборони відзнакою «За Зразкову службу» [джерело?]